# 双酚AF
双酚AF（英語：Bisphenol AF，缩写BPAF）是一种含氟双酚类化合物，和双酚A（BPA）相比，其两个甲基基团被替换为三氟甲基基团。
BPA能结合人雌激素相关受体γ（ERR-γ），BPAF不结合ERR-γ，但能结合激活雌激素相关受体α（ERR-α），和结合抑制雌激素相关受体β（ERR-β）。